# Charles Trenet
Charles Trenet, właściwie Louis Charles Auguste Claude Trénet (ur. 18 maja 1913 roku w Narbonie, Francja – zm. 19 lutego 2001 roku w Créteil) – francuski piosenkarz, kompozytor i autor tekstów do około pół tysiąca piosenek.
Pochodził z Narbonne, młodość spędził w Berlinie, potem osiadł w Paryżu. Jego piosenki śpiewali między innymi Maurice Chevalier, Edith Piaf i Yves Montand. Jego przyjaciółką była Dalida. Pierwszą piosenkę skomponował mając 10 lat. Po raz ostatni wystąpił na koncercie w wieku 85 lat. Jego utwory cechuje charakterystyczna dla piosenki francuskiej melancholia przeplatająca się z humorem, egzystencjalne troski wymieszane z radością życia. Trenet wprowadził też do swoich piosenek rytmy zza oceanu, przede wszystkim swing. Jeszcze za życia stał się legendą francuskiej piosenki.
Zmarł w wieku 87 lat w klinice w Créteil pod Paryżem. Przyczyną zgonu był drugi w ciągu niespełna roku wylew krwi do mózgu.